# تنها (مجموعه تلویزیونی)
تنها یک سریال تلویزیونی مستند و واقع‌نما آمریکایی است که از شبکه هیستوری پخش می‌شود. فصل اول، دوم و چهارم در جزیره ونکوور ، بریتیش کلمبیا و سومین فصل آن در نزدیکی پارک ملی نااهوئل هواپی در پاتاگونیای آرژانتین فیلمبرداری شد. فصل پنجم در شمال مغولستان در آسیا برگزار شد. فصل‌های ششم و هفتم در ساحل دریاچه گریت اسلیو در مناطق شمال غربی کانادا فیلمبرداری شد.
به استثنای معاینات پزشکی، شرکت کنندگان از یکدیگر و همه انسانهای دیگر جدا می‌شوند. آنها ممکن است در هر زمان «با خطر مواجه شوند» یا به دلیل عدم انجام معاینه پزشکی حذف شوند. شرکت کنندای که طولانی‌ترین زمان بقا را به نام خود ثبت کند، برنده ۵۰۰۰۰۰ دلار جایزه بزرگ می‌شود.
فصل هفتم در ۱۱ ژوئن سال ۲۰۲۰ آغاز شد. شرکت کنندگان در این فصل برای بدست آوردن یک میلیون دلار تلاش می‌کنند و باید ۱۰۰ روز در بیابان‌های قطب شمال زنده بمانند.

## سری

### فصل ۷

#### محل
فصل هفتم در ساحل شرقی دریاچه گریت اسلیو در مناطق شمال غربی کانادا تنظیم شده‌است. روز اول در تاریخ ۱۸ سپتامبر ۲۰۱۹ بود.

#### شرکت کنندگان
| نام              | سن | جنسیت | زادگاه                  | کشور         | وضعیت                                           | مرجع. |
| ---------------- | -- | ----- | ----------------------- | ------------ | ----------------------------------------------- | ----- |
| رولان وولکر      | ۴۷ | مرد   | رد دویل، آلاسکا         | ایالات متحده | برنده - ۱۰۰ روز                                 | [ ۲ ] |
| کالی راسل        | ۳۱ | زن    | دره فلتهد، مونتانا      | ایالات متحده | ۸۹ روز (حذف پزشکی - سرمازدگی انگشتان پا)        |       |
| کیلیان مارون     | ۳۳ | زن    | اسپانولا ، انتاریو      | کانادا       | ۸۰ روز (کناره‌گیری- اثرات سوء تغذیه)             |       |
| آمس رودریگز      | ۴۰ | مرد   | ایندیاناپولیس، ایندیانا | ایالات متحده | ۵۸ روز (کناره‌گیری- اثرات سوء تغذیه)             |       |
| مارک دی امبروسیو | ۳۳ | مرد   | ونکوور، واشینگتن        | ایالات متحده | ۴۴ روز (کناره‌گیری- بی‌حسی، اثرات عفونت تریکینوز) |       |
| جو نیکلاس        | ۳۱ | مرد   | ردینگ، کالیفرنیا        | ایالات متحده | ۴۴ روز (کناره‌گیری- اثرات سوء تغذیه)             |       |
| جوئل ون در لون   | ۳۴ | مرد   | سیسترز، اورگن           | ایالات متحده | ۴۰ روز (کناره‌گیری- اثرات سوء تغذیه)             |       |
| کیت سیرز         | ۴۵ | مرد   | استورگیس ، کنتاکی       | ایالات متحده | ۲۲ روز (حذف پزشکی - مسمومیت غذایی، عفونت)       |       |
| کوری هاوک        | ۳۰ | مرد   | پلاتسمووته، نبراسکا     | ایالات متحده | ۱۲ روز (حذف پزشکی - کیست روی پا)                |       |
| شاون هلتون       | ۴۳ | مرد   | هنری، تنسی              | ایالات متحده | ۱۰ روز (کناره‌گیری- از دست دادن آتش‌سوزی)         |       |